# Marthe Robin

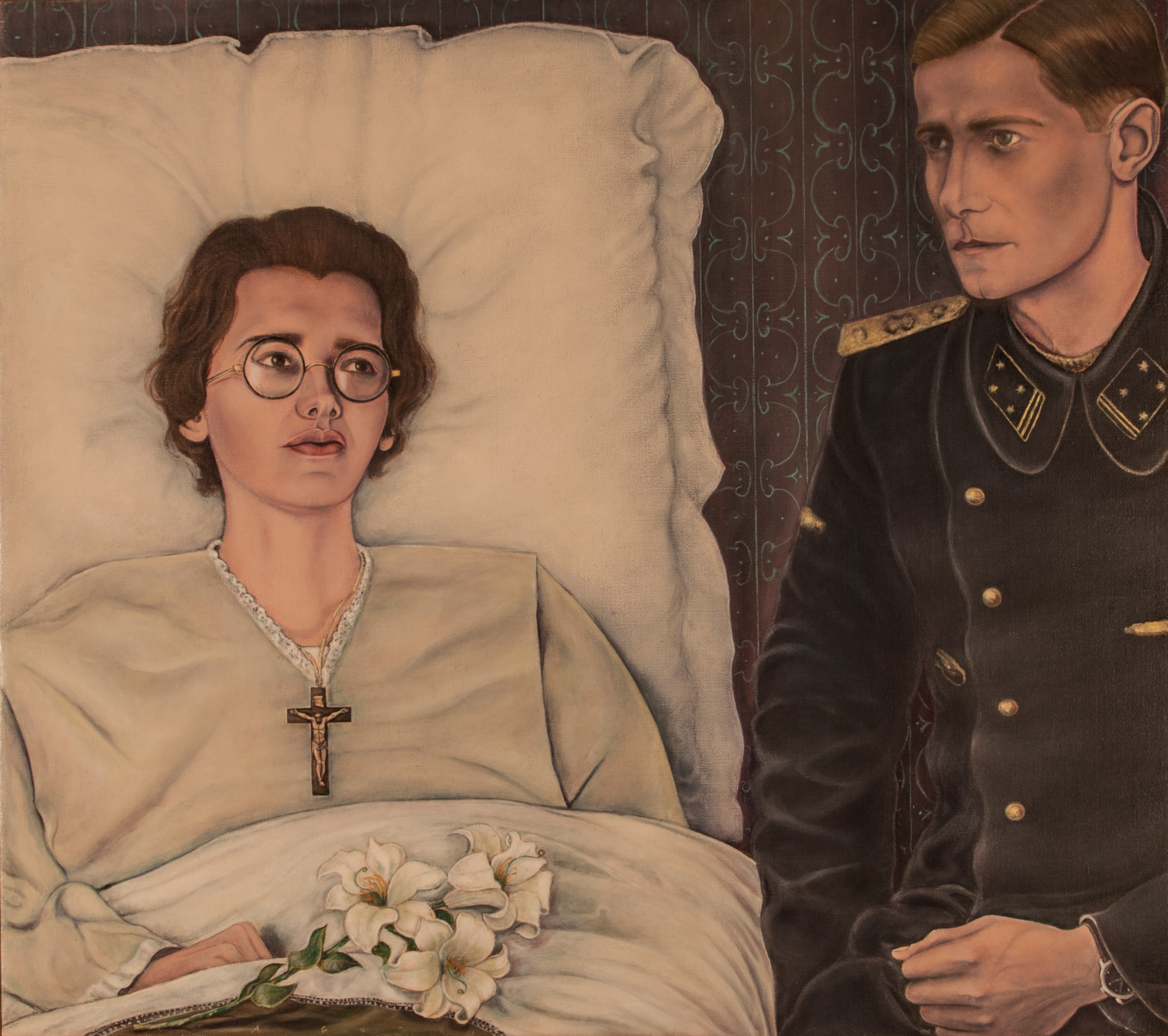
Marthe Robin, Öl auf Leinwand

Marthe Robin (* 13. März 1902 in Châteauneuf-de-Galaure, Département Drôme in Frankreich; † 6. Februar 1981 ebenda) war eine französische katholische Mystikerin und Gründerin der Foyer de Charité. Die Unterlagen ihres Seligsprechungsprozesses befinden sich seit 1998 beim Heiligen Stuhl.

## Leben
Robin wurde in Les Moïlles, einem Ortsteil der Gemeinde Châteauneuf-de-Galaure, als sechstes Kind von Joseph Robin und Amélie-Célestine Chosson geboren. Es gibt Hinweise darauf, dass ein Landarbeiter eines benachbarten Bauernhofes der leibliche Vater von Marthe ist. Die Eltern betrieben eine kleine Landwirtschaft, waren Katholiken, praktizierten den Glauben aber nicht. Am 5. April 1902 wurde Marthe Robin in der Kirche von Saint-Bonnet-de-Galaure getauft. Im November 1903 erkrankt Marthe an Typhus. Sie überlebte, war aber seither oft krank. Sie besuchte von 1909 bis 1914 die Grundschule, fehlte jedoch oft wegen ihrer Erkrankung und erhielt daher kein Abschlusszeugnis. Danach arbeitete sie im Haushalt und in der Landwirtschaft der Eltern mit.
1911 wurde Marthe Robin in der Pfarrei von Châteauneuf-de-Galaure gefirmt. Sie hatte eine kindliche Liebe zur Jungfrau Maria. Man weiß, dass die erste Kommunion am 15. August 1912 ihr Leben als Heranwachsende stark geprägt hat. Sie erzählte einmal später: „Ich denke, der Herr muss damals von mir Besitz ergriffen haben.“
Im Sommer 1918 litt sie an Kopfschmerzen und Fieber, Anzeichen einer Hirnhautentzündung kündigten sich an. Am 1. Dezember verschlechterte sich ihr Zustand, sie fiel vier Tage lang in ein Koma und konnte in den folgenden Monaten kein Licht ertragen und war teilweise gelähmt. Im Juli 1919 verlor sie einige Monate lang das Augenlicht. Ab 1921 wechseln Phasen kurzzeitiger Besserungen mit neuen Ausbrüchen der Krankheit einander ab. Sie wurde von verschiedenen Ärzten behandelt und machte Bäderkuren in Saint-Péray (Ardèche). Mit dem Erlös ihrer Handarbeiten konnten Medikamente gekauft werden. Es wird vermutet, dass sie an der Enzephalitis von Economo litt. Die Ortsbewohner hielten Marthe Robin für eine Hysterikerin und mieden weitgehend den Kontakt mit ihr. Im Oktober 1927 litt sie an Blutungen der Verdauungswege und fiel drei Wochen lang in eine Art Koma. Ab Mai 1928 konnte sie nicht mehr aufstehen, weil ihre Beine gelähmt waren. Am 2. Februar 1929 kam es zu einer vollständigen Lähmung aller Extremitäten (Tetraplegie), die von starken Schmerzen begleitet war. Ab 1930 konnte sie nichts mehr schlucken und außer der Kommunion keine Nahrung mehr zu sich nehmen. Außerdem konnte sie kaum mehr schlafen. 1939 hatte sie einen dritten Krankheitsschub, ihre Netzhaut wurde befallen und 1940 erblindete sie.
Am 15. Oktober 1925 weihte sie Gott ihr Leben, ihre Schmerzen und ihre Leiden, um mit dem gekreuzigten Erlöser Jesus vereint zu sein. Am 3. Dezember 1928 führte der Kapuzinerpater Marie-Bernard Spagnol (1883–1943) während einer Volksmission ein Gespräch mit Marthe, über dessen Inhalt nichts bekannt ist. Sie sagte später darüber: „Man wird erst im Himmel wissen, was geschehen ist.“ Ab diesem Tag sah sie in ihrer Krankheit eine Sendung, klagte nicht mehr über ihre Schmerzen und versuchte stets fröhlich zu sein. Am 24. oder 25. Februar 1930 trat sie in den Dritten Orden des hl. Franziskus ein. Ab Oktober 1930 war sie stigmatisiert und erlebte regelmäßig von Donnerstag bis Freitag das Leiden Christi so intensiv, dass Blut von ihrer Stirn lief und aus ihren Augen austrat.
Auf ihre Anregung wurde am 12. Oktober 1934 eine christliche Schule für sieben Mädchen eröffnet, der später eine Realschule und eine Hauswirtschaftsschule folgten. Am 10. Februar 1936 sprach sie gegenüber Georges Finet den Wunsch aus, dass ein „Foyer de Charité“ (deutsch etwa: „Haus der Nächstenliebe“) errichtet werde. Es wurde „Foyer de Lumière, de Charité et d’Amour“ (deutsch: „Heim des Lichts, der Barmherzigkeit und der Liebe“) genannt und sollte eine Gemeinschaft von Priestern und Laien sein, die durch ihr Leben des Gebetes und der Arbeit in der Welt Zeugnis für das Licht, die Nächstenliebe und die Gottesliebe geben und die Exerzitien abhalten. Die ersten fünftägigen Exerzitien für Frauen begannen am 7. September desselben Jahres im Schulgebäude. Später wurden auch gemischte Exerzitien für Männer und Frauen abgehalten. Am 17. Mai 1948 wurde in Châteauneuf-de-Galaure ein eigenes Gebäude für das „Foyer de Charité“ errichtet. Die Idee der Foyers de Charité war auch inspiriert durch das Lebenswerk von Thérèse Durnerin, die ein Marthe Robin vergleichbares Schicksal hatte. 1953 und 1954 war sie an der Errichtung der Schulen in Saint-Bonnet-de-Galaure und in Châteauneuf-Mandailles beteiligt. Sie erhielt zahlreiche Briefe und empfing viele Besucher aus Frankreich, Belgien, der Schweiz und aus Kanada.
Bei Marthe Robins Requiem am 12. Februar 1981 konzelebrierten vier Bischöfe und mehr als 200 Priester. Es waren etwa 7.000 Menschen anwesend, um Abschied zu nehmen. Seit dem Jahr 2000 besuchen jährlich etwa 40.000 Menschen das Zimmer, in dem Marthe den Großteil ihres Lebens verbracht hatte.
Am 26. März 1991 wurde im Bistum Valence ihr Seligsprechungsprozess eröffnet. Papst Franziskus erkannte ihr am 7. November 2014 den heroischen Tugendgrad zu.

## Bedeutung
Zahlreiche „Foyers de Charité“ wurden zunächst in Frankreich und später in der ganzen Welt, wie etwa in der Schweiz (1969 in Bex) und in Deutschland (1972 in Gunzenbach, Gemeinde Mömbris), errichtet. Im Jahr 1961 gab es 12 Foyers in Frankreich und weiteren Ländern Europas und eines im westafrikanischen Togo; im Jahr 1981 bestanden bereits 52 Foyers. Im Jahr 2002 gab es 73 Niederlassungen, im Jahre 2011 weltweit 75 und 2025 68 Häuser mit knapp 900 Mitgliedern. 50.000 Menschen pro Jahr besuchten ihre geistlichen Einkehrzeiten, die spirituellen Exerzitien.
2006 wurde mit dem Aufbau eines Foyers in Österreich begonnen, das heute im Wallfahrtsort Sonntagberg in Niederösterreich liegt.
Ihre Betrachtungen und Gebete, die sie anfangs selbst verfasste und später diktierte, sind vor allem in der französischen katholischen Kirche sehr bekannt. Der Philosoph Jean Guitton verfasste 1985 Portrait de Marthe Robin. Sie wurde im Laufe ihres Lebens von zehntausenden Pilgern aufgesucht, die ihren Rat schätzten, und hat auch starken Einfluss auf das Entstehen neuer geistlicher Gemeinschaften genommen, wie etwa der Gemeinschaft vom heiligen Johannes oder der Gemeinschaft Emmanuel. Der Postulator des Seligsprechungsprozesses ist Priester der Gemeinschaft Emmanuel, der Antrag wurde von der Diözese Valence gestellt.
Am 1. November 1986 wurden die Foyers de Charité als private internationale Vereinigung von Laien von der Päpstlichen Laienkongregation anerkannt. Sie gab im Januar 2000 die endgültige Anerkennung der Statuten bekannt.

## Kontroverse
1986 wurde eine kanonische Untersuchung eingeleitet, wie das für den Prozess der Seligsprechung üblich ist. 1988 wurde der belgische Karmelit und Mystikspezialist Conrad De Meester beauftragt, die Texte von Robin im Hinblick auf ihre Seligsprechung zu prüfen. Er starb im Dezember 2019 und hinterließ ein 400-seitiges Manuskript, das im Jahr 2020 veröffentlicht wurde. Darin bezweifelte er ihre Phänomene wie Lähmung, Stigmata und fehlende Nahrung. Die Chronologie ihrer Tagebücher sei nicht stimmig. Die spirituelle Botschaften würden nicht von ihr selbst stammen, sondern seien ein Flickwerk von etwa dreißig anderen mystischen Autoren.
Sophie Guex, die Postulantin der Akte Marte Robin, widersprach seiner Sichtweise, da sie nur einer von 28 Expertenmeinungen entspreche, die an der Untersuchung teilgenommen hätten. Es stimme, dass Robin anfänglich Sätze und Abschnitte anderer Autoren zitiert habe, aber nach 1945 habe sie sich von ihren Vorbildern gelöst und sei eigenständig geworden, weil sie eine mystische Reife erreicht habe. Im Jahr 2014 hätten die Mitglieder der Kongregation für die Selig- und Heiligsprechungsprozesse eine positive Stellungnahme abgegeben, die von Papst Franziskus bestätigt worden sei.